# كأس تونس 2008–09
كأس تونس لكرة القدم 2008-2009 هو الموسم رقم 52 منذ الاستقلال وال77 منذ إنشائه من كأس تونس لكرة القدم.

فاز بهذا الموسم النادي الرياضي الصفاقسي، وجاء ثانيا الاتحاد الرياضي المنستيري.

## روابط خارجية
- الموقع الرسمي للجامعة التونسية لكرة القدم.